# Memorándum militar turco de 1997
El memorándum militar de 1997 (en turco: 28 Şubat, "28 de febrero"; también conocido como darbe posmoderno, "golpe posmoderno") en Turquía hace referencia a un documento en el que las decisiones adoptadas por el liderazgo militar turco durante una reunión del Consejo de Seguridad Nacional el 28 de febrero de 1997 llevaron a la renuncia del primer ministro islamista Necmettin Erbakan, del Partido del Bienestar, y al fin de su gobierno de coalición.Dado que el gobierno fue destituido sin necesidad de disolver el parlamento ni suspender la constitución,el evento fue calificado célebremente como un "golpe posmoderno" por el almirante Salim Dervişoğlu.Además, se alega que el proceso posterior al golpe fue orquestado por el Grupo de Trabajo de Occidente, un presunto grupo clandestino dentro del ejército.

## Preparativos
Los generales İsmail Hakkı Karadayı, Çevik Bir, Teoman Koman, Çetin Doğan, Necdet Timur y Erol Özkasnak estuvieron a cargo de planificar la operación.
En 2012, Hasan Celal Güzel afirmó que, en septiembre de 1996, el general Teoman Koman se había comunicado con él para proponer un plan que lo instalaría a él o a Mesut Yılmaz como primer ministro tras un golpe de Estado programado. Güzel rechazó participary, posteriormente, Yılmaz asumió como primer ministro tras el golpe.

## Eventos
El 17 de enero de 1997, durante una visita al Estado Mayor turco, el presidente Süleyman Demirel pidió recibir un informe sobre los problemas militares comunes. El jefe del Estado Mayor, İsmail Hakkı Karadayı, presentó una lista de 55 puntos. Demirel observó que la mitad de esos puntos se basaban en rumores y sugirió a Karadayı que contactara al gobierno para modificar el tono del memorándum.
El 31 de enero de 1997, la municipalidad de Sincan, en Ankara, organizó una manifestación contra las violaciones de los derechos humanos perpetradas por Israel, bajo el pretexto de una "noche de Al-Quds". El edificio donde tuvo lugar la manifestación fue decorado con carteles de Hamás y Hezbolá.En respuesta a la protesta, el 4 de febrero, los tanques fueron desplegados en las calles de Sincan. Posteriormente, Çevik Bir describió esta intervención como "un ajuste del equilibrio a la democracia".
En la reunión del Consejo de Seguridad Nacional (MGK) del 28 de febrero de 1997, los generales expusieron al gobierno sus puntos de vista sobre temas relacionados con el secularismo y el islam político en Turquía. Durante esta reunión, el MGK tomó varias decisiones, y el primer ministro Necmettin Erbakan, del Partido del Bienestar, se vio obligado a firmarlas.Algunas de estas decisiones fueron:
- El cierre de muchas de las escuelas religiosas que se habían abierto durante su mandato
- Abolición de las tariqas, es decir, los grupos religiosos civiles.

## Secuelas
Como resultado del memorando militar, Erbakan se vio obligado a dimitir. Aunque el DYP, el RP y el BBP propusieron formar un nuevo gobierno con Tansu Çiller como primera ministra, Demirel designó al líder del ANAP, Mesut Yılmaz, para formar el nuevo gobierno. El 30 de junio de 1997, Yılmaz estableció una coalición con Bülent Ecevit (líder del DSP) y Hüsamettin Cindoruk (fundador y líder del DTP, un partido creado tras el Proceso del 28 de febrero por exmiembros del DYP). En 1998, el Tribunal Constitucional de Turquía disolvió el Partido del Bienestar por violar la cláusula de separación entre religión y Estado en la constitución. Erbakan fue prohibido de la política durante cinco años, y muchos exmiembros del RP, incluidos parlamentarios y alcaldes, se unieron al sucesor del partido, el Partido de la Virtud. El alcalde de Estambul, Recep Tayyip Erdoğan, también miembro del Partido de la Virtud, fue condenado a prisión tras leer un poema nacionalista e islamista en un evento público en el que participaba como alcalde, y se le impuso una prohibición de la política por cinco años.
En las elecciones generales de 1999, el Partido de la Virtud obtuvo varios escaños en el parlamento, aunque no alcanzó el mismo éxito que el Partido del Bienestar en las elecciones de 1995.Una de las diputadas del partido fue Merve Kavakçı, quien llevaba un pañuelo islámico en la cabeza. En 2001, el Tribunal Constitucional también disolvió el Partido de la Virtud. A pesar de la prohibición política que pesaba sobre Erdoğan, él logró fundar el Partido de la Justicia y el Desarrollo (AKP), un partido reformista que declaró no seguir una línea islamista como lo habían hecho el Partido del Bienestar y el Partido de la Virtud bajo Erbakan. Los islamistas tradicionales que no apoyaban esta nueva dirección formaron el Partido de la Felicidad.

## Juicio
En abril de 2012, Çevik Bir y otros 30 oficiales del ejército fueron detenidos por su implicación en el golpe de Estado.En 2018, un tribunal turco condenó a cadena perpetua a 21 altos funcionarios militares por su papel en el sabotaje de las instituciones democráticas. El tribunal acusó al exjefe militar İsmail Hakkı Karadayı y a su adjunto, Çevik Bir, de "planear" el golpe. Sesenta y ocho personas fueron absueltas de su participación.Karadayı apeló el veredicto, pero falleció en 2020 mientras el proceso seguía en curso. En 2024, Bir, Doğan y otros cinco altos oficiales fueron indultados por Recep Tayyip Erdoğan, quien era presidente del país, debido a problemas de salud y vejez.

## Opiniones sobre el memorándum
Aunque el golpe se percibió como un intento de neutralizar al partido islamista de Erbakan, algunos sostienen que su verdadero objetivo era Tansu Çiller, la socia de coalición de Erbakan, quien estuvo involucrada en el escándalo de Susurluk.
Se alega que Bülent Orakoğlu, quien formaba parte del servicio de inteligencia policial bajo la dirección de Hanefi Avcı, tuvo conocimiento de los planes del golpe.
Çevik Bir, uno de los generales implicados en la planificación del proceso, expresó: "En Turquía tenemos un matrimonio entre el Islam y la democracia. (...) El fruto de este matrimonio es el secularismo. Ahora bien, este niño se enferma de vez en cuando. Las Fuerzas Armadas turcas son el médico que lo salva. Dependiendo de lo enfermo que esté el niño, le administramos los medicamentos necesarios para asegurarnos de que se recupere".
Necmettin Erbakan sostuvo que el proceso fue orquestado por "sionistas".
En octubre de 2016, Tuncay Özkan declaró que el proceso del 28 de febrero fue planificado y coordinado por el movimiento Gülen.